# Tomer Kapon

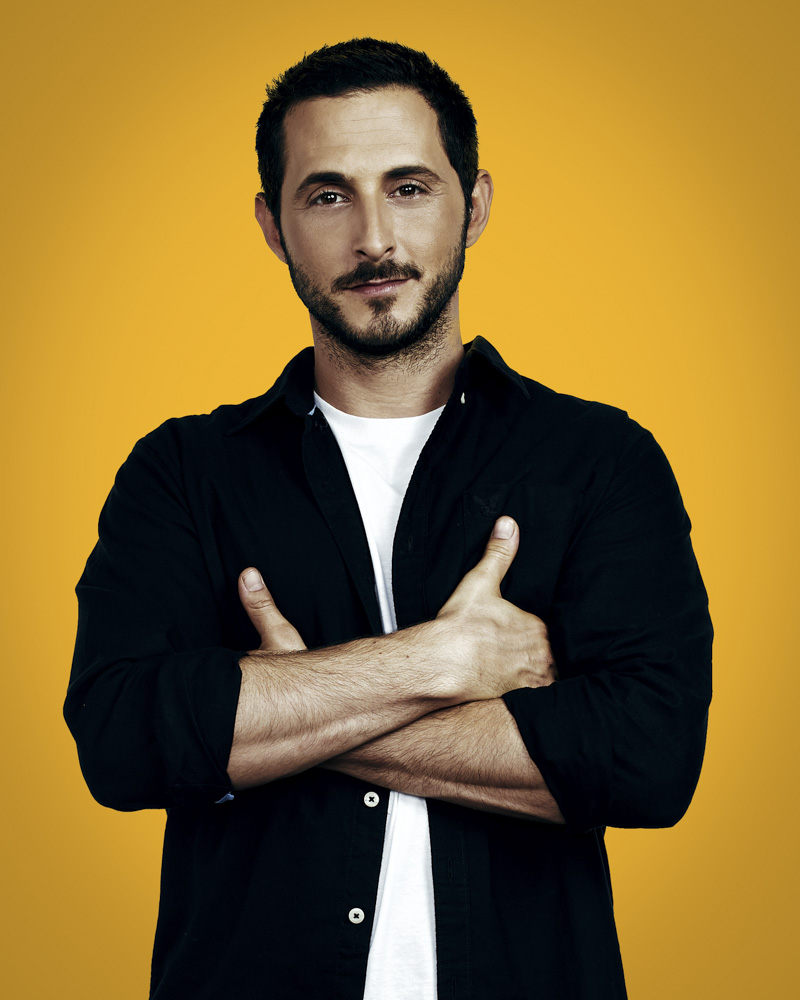
Tomer Kapon (2019)

Tomer Kapon, in alternativen Transkriptionen auch Tomer Capon, Tomer Capone oder Tomer Kappon (hebräisch תומר קאפון; * 15. Juli 1985 in Rischon LeZion), ist ein israelischer Filmschauspieler.

## Leben und Wirken
Kapon wuchs in Rischon LeZion und Cholon auf. Noch während seiner Schulzeit arbeitete er in Gelegenheitsjobs, um seinen Eltern finanziell zu helfen, worunter jedoch seine Schulnoten litten. Mit acht Jahren übernahm er bereits eine Rolle in einer Theateraufführung auf seiner Schule. Nach seinem Wehrdienst als Fallschirmspringer bei den Israelischen Verteidigungsstreitkräften, bei dem er am Libanonkrieg 2006 beteiligt war, arbeitete er auf verschiedenen Farmen in Israel. Anschließend besuchte er das Yoram Loewenstein Acting Studio in Tel Aviv, verließ dies jedoch nach einem Jahr wieder. Seine erste Besetzung war im Jahr 2013 in Die Geiseln, diese Rolle spielte er bis ins Jahr 2016. Sein Filmdebüt feierte er in Natalie Portmans Eine Geschichte von Liebe und Finsternis im Jahr 2015. 2016 spielte er in der deutschen Fernsehkrimireihe Der Tel-Aviv-Krimi in der Folge Shiv’a eine Nebenrolle. Im gleichen Jahr wurde Ein Tag wie kein anderer bei den Filmfestspielen in Cannes uraufgeführt, in welchem Kapon für seine Rolle mit dem Ophir Award ausgezeichnet wurde. Seit 2019 ist er in der Superheldenserie The Boys in der Rolle von Frenchie zu sehen. Kapon ist seit 2012 mit der israelischen Schauspielerin Ortal Ben-Shoshan in einer Beziehung.

## Filmografie (Auswahl)
- 2013–2016: Die Geiseln (Bnei Aruba, Fernsehserie, 22 Folgen)
- 2015: Fauda (Fernsehserie, 7 Folgen)
- 2015: Eine Geschichte von Liebe und Finsternis
- 2016: Der Tel-Aviv-Krimi (Fernsehreihe, Folge 1.02: Shiv’a)
- 2016: Ein Tag wie kein anderer (Shavua ve Yom)
- 2016: Charlie Golf One (Fernsehserie, 40 Folgen)
- 2018: 7 Tage in Entebbe (7 Days in Entebbe)
- 2018: When Heroes Fly (Fernsehserie, neun Folgen)
- seit 2019: The Boys (Fernsehserie)
- 2024: Slingshot

## Auszeichnungen
Internationales Filmfest Oldenburg 2016
- Preisträger in der Kategorie Bester Schauspielcast für Ein Tag wie kein anderer

Ophir Award 2016
- Preisträger in der Kategorie Bester Nebendarsteller für Ein Tag wie kein anderer